# جوجوتسو کایسن
جوجوتسو کایسِن (ژاپنی: 呪術廻戦 هپبورن: Jujutsu Kaisen, به معنی نبرد جادویی) یک مجموعه مانگای ژاپنی است که توسط گِگه آکوتامی نوشته و مصورسازی شده است و از مارس ۲۰۱۸ در هفته‌نامه شونن جامپ انتشارات شوئیشا به صورت سریالی ارائه شده است. ۲۵ جلد تانکوبون تا ژانویه ۲۰۲۴ منتشر شده است. در آمریکای شمالی، صاحب امتیاز این مانگا ویز مدیا است و این مجموعه را از دسامبر ۲۰۱۹ چاپ می‌کند. شوئیشا این مجموعه را به زبان انگلیسی در برنامه و وب سایت مانگا پلاس منتشر می‌کند.
یک اقتباس از مجموعه تلویزیونی انیمه ۴۷ قسمته تولید شده توسط استودیو ماپا در اکتبر ۲۰۲۰ در شبکه خبری ژاپن به نمایش درآمد. این انیمه از کرانچی‌رول برای پخش جریانی خارج از آسیا و دوبله انگلیسی در نوامبر سال ۲۰۲۰ مجوز دارد. این انیمه هر شنبه ساعت ۱:۲۵ (به وقت ژاپن) از شبکه خبری ژاپن(JNN) روی آنتن می‌رفت. اقتباس انیمه ای دیگری از این مجموعه به صورت سینمایی با نام جوجوتسو کایسن ۰ در سال ۲۰۲۱ ابتدا در ژاپن و در سال ۲۰۲۲ در سراسر دنیا اکران شد. فصل دوم این انیمه در ژوئن ۲۰۲۳ به نمایش درآمد که به نام آرک ایستگاه شیبویا است که برگرفته از یک ایستگاه به نام شیبویا در ژاپن است.

## داستان
یوجی ایتادوری یک دانش‌آموز دبیرستانی معمولی، با تناسب اندام عالی است که با پدربزرگش در سِندای زندگی می‌کند و قدرت بدنی بالایی دارد. او علی‌رغم استعداد ذاتی اش در ورزش، به دلیل بیزاری از دو و میدانی مرتباً ازپیوستن به تیم مدرسه‌اش اجتناب می‌کند. درعوض، او تصمیم می‌گیرد تا به کلوپ تحقیقات مخفی بپیوندد، جایی که می‌تواند آرام شود و با سال بالایی‌های خود معاشرت کند و ساعت ۵:۰۰ بعد از ظهر مدرسه را ترک می‌کند و به ملاقات پدربزرگش در بیمارستان می‌رود. در حالی که او در بستر مرگ خود است، پدربزرگش دو نصیحت بزرگ را در درون روح یوجی القا می‌کند - "همیشه به مردم کمک کن" و "در محاصره مردم بمیر". پس از مرگ پدربزرگش، یوجی این پیام‌ها را به عنوان یک وصیت به یاد می‌آورد - همه سزاوار "مرگ مناسب" هستند. سپس با مگومی فوشیگورو، جادوگر (巫، شامن) روبرو می‌شود که وی را از یک نفرین رده بالا در مدرسه خود که یوجی اخیراً با او ارتباط برقرار کرده، مطلع می‌کند. دوستان او در کلوپ، طلسم، انگشت پوسیده‌ای را که باعث نفرین مدرسه شد را باز کردند، موجوداتی که از طریق احساسات منفی ایجاد می‌شوند و با مصرف قدرت جادویی موجود در جادوگران می‌شوند. یوجی به دلیل نداشتن قدرت جادویی قادر به شکست دادن نفرین نیست، برای محافظت از مگومی و دوستانش انگشت را می‌بلعد و میزبان سوکونا که یک نفرین قدرتمند می‌شود. به دلیل ماهیت شیطانی سوکونا، همه جادوگران موظفند او را فوراً (و با تمدید یوجی) جن‌گیری کنند. با این حال، یوجی علی‌رغم در اختیار داشتن، همچنان قادر است کنترل بدن خود را در بیشتر موارد حفظ کند. با دیدن این موضوع، ساتورو گوجو، معلم مگومی، تصمیم می‌گیرد که او را به هنرستان فنی جوجوتسو توکیو بکشاند تا طرحی را به مافوق خود پیشنهاد دهد - حکم اعدام یوجی را به تعویق بیندازد تا تمام انگشتان سوکونا را مصرف کند، به آن‌ها اجازه می‌دهد یک بار برای همیشه او را بکشند.

## شخصیت‌ها

### اعضای هنرستان فنی جوجوتسوی توکیو
- یوجی ایتادوری (虎杖 悠仁)

صداپیشه: جونیا اِنوکی
یک نوجوان ورزشکار که برای نپیوستن به تیم دو و میدانی مدرسه‌اش به کلوپ تحقیقات مخفی مدرسه‌اش می‌پیوندد. پس از یافتن و بازکردن جعبه ای که دارای طلسمی خوفناک شده و شبیه انگشت پوسیده است، مدرسه او توسط موجودات شبح مانند مورد حمله قرار می‌گیرد که به نفرین معروف است. برای محافظت از دوستانش، انگشت پوسیده را می‌خورد و نفرین می‌شود و نام نفرین سوکونا ریومن است. وی بعداً تحت آموزش ساتورو گوجو به هنرستان فنی جوجوتسوی توکیو پیوست و در آنجا تحت نوعی حکم اعدام قرار گرفت که تا زمانی که تمام انگشتان سوکونا را مصرف نکند، به منظور کشتن همزمان خود و سوکونا به حالت تعلیق درآمده است. البته هر چه انگشتان بیشتری را بخورد قدرت سوکونا بیشتر می‌شود و ممکن است که دیگر اختیار بدنش را نداشته باشد.
- مِگومی فوشیگورو (伏黒 恵)

صداپیشه: یوما اوچیدا
جادوگری که در سال اول هنرستان فنی جوجوتسوی توکیو تحت نظارت ساتورو گوجو تحصیل می‌کند. او هنگامی که می‌خواهد یک طلسم نفرین شده درجه یک را در دبیرستان خود پیدا کند، با یوجی ملاقات می‌کند. او کسی است که ساتورو را متقاعد می‌کند تا پس از تصاحب سوکونا، یوجی را از اعدام نجات دهد. او از قدرت خود برای ایجاد روحیه (式 神، شیکیگامی) از سایه‌های خودش برای جن‌گیری استفاده می‌کند. از شیکیگامی‌های وی به سگ‌های شیطانی می‌توان اشاره کرد. گفته شده است که وی دارای توانایی بالایی به عنوان جادوگر توسط چندین فرد قدرتمند دیگر از جمله شخص سوکونا است.
- نوبارا کوگیساکی (釘崎 野薔薇)

صداپیشه: آسامی سِتو
جادوگری که در سال اول هنرستان فنی جوجوتسوی توکیو تحت نظارت ساتورو گوجو تحصیل می‌کند. او به هنرستان منتقل شد تا بتواند بدون هیچ گونه هزینه‌ای در توکیو زندگی کند. وی در اولین مأموریت رسمی خود به عنوان جادوگر با یوجی ایتادوری و مگومی فوشیگورو ملاقات می‌کند. او از یک چکش و میخ‌هایی که با قدرت نفرین خود تزریق شده است، برای لعن و نفرین استفاده می‌کند. البته نوبارا اول راه است و قدرت بسیار زیادی ندارد.
- ساتورو گوجو (五条 悟)

صداپیشه: یوئیچی ناکامورا
جادوگری که به عنوان معلم در هنرستان جوجوتسوی توکیو کار می‌کند. او به یوجی ایتادوری، مگومی فوشیگورو و نوبارا کوگیساکی آموزش می‌دهد. او مافوق خود را در هنرستان متقاعد می‌کند تا یوجی را زنده نگه دارد تا زمانی که تمام انگشتان سوکونا را مصرف کند. حتی اگر عنوان «قوی‌ترین» او خود آرا باشد، بیشتر متحدان و دشمنان هرگز در واقع عنوان را مورد اختلاف قرار نمی‌دهند و به‌طور کلی او را یکی از خطرناک‌ترین افراد زنده می‌دانند. در نتیجه، وی بسیار مورد احترام جادوگران، حتی کسانی که در شعبهٔ دیگر مدرسه در کیوتو هستند، مورد احترام است و از نفوذ زیادی در دنیای جوجوتسو برخوردار است. او از قدرت نفرین خود برای کنترل فضای اطراف خود به روش‌های بیشماری استفاده می‌کند. وی قدرت فراطبیعی بالایی دارد و قادر است سخت‌ترین نفرین‌ها را نیز از پا دربیاورد. گوجو ساتورو در جوجوتسو کایسن ۰ گتو سوگورو را می‌کشد.
- ماکی زِنین (禪院 真希)

صداپیشه: میکاکو کوماتسو
ماکی زنین کاربر سلاح‌های نفرین شده است و قدرت خاصی ندارد او حتی بدون عینک خود قادر به دیدن ارواح و نفرین‌ها نیست.
- توگه اینوماکی (狗巻 棘)

صداپیشه: کوکی اوچی یاما
توگه اینوماکی کاربر سخن نفرین ده است و به همین دلیل با گفتن ترکیبات غذاها خود را محدود می‌کند که خسارتی به جا نگذارد.
برای مثال اگر به فردی بگوید بایست فرد بدون اختیار لحظاتی می‌ایستد.
- پاندا(パンダ)

صداپیشه: توموکازو سِکی
پاندا، یک عروسک نفرین شده ساخته مدیر مدرسه جوجوتسوی توکیو (ماسامیچی یاگا) است. پاندا یک عروسک نفرین شده ساده نبوده و بر خلاف دیگر عروسک‌های نفرین شده که دارای یک هسته مرکزی اند، او دارای سه هسته بوده و می‌تواند با استفاده از هر کدام تغییر شکل دهد!
- کِنتو نانامی (七海 建人)

صداپیشه: کنجیرو تسودا
کنتو نانامی یک کارمند ساده بود که بعد از گذشت چند سال دوباره به درخواست ساتورو به دبیرستان آمد. وی از قدرت نسبتاً زیادی برخوردار است و می‌تواند بیشتر نفرین‌های درجه یک را از پا دربیاورد.
- کیوتاکا ایجیچی (伊地知 潔高)

صداپیشه: میتسو ایواتا
معاون هنرستان فنی جوجوتسوی توکیو. او می‌تواند تکنیکی برای اجرای یک مانع برای جدا کردن یک منطقه از دیگری استفاده کند.
- شوکو ایری (家入 硝子, Ieiri Shoko)

صداپیشه: آیا اِندو
- ماسامیچی یاگا (夜蛾 正道)

صداپیشه: تاکایا کورودا
مدیر هنرستان فنی جوجوتسوی توکیو.

### اعضای هنرستان فنی جوجوتسوی کیوتو
- آئوی تودو (東堂 葵)

صداپیشه: سوبارو کیمورا
جادوگر سال دوم هنرستان، جوجوتسو کیوتو. او در نبرد تن به تن فوق‌العاده قوی است و می‌تواند در یک حرکت ۵ نفرین درجه یک را شکست دهد. او می‌تواند برای دفاع از خود یک زره از انرژی نفرین شده درست کند. تودو همچنین به دلیل قدرت باورنکردنی هر چیزی را که به دلیل گذشته پیش پا افتاده‌اش خسته کننده باشد، دوست ندارد. فرد از افرادی که زنان مناسبی را نمی‌خواهند و معیاری برای انتخاب زن ندارند بدش می‌آید و از دید او خسته کننده هستند.
- مای زِنین(禪院 真依)

صداپیشه: مارینا اینوئه
جادوگر سال دوم هنرستان فنی جوجوتسو کیوتو. او که یک هفت تیر کش ماهر است، از یک هفت تیر با انرژی نفرین شده برای بیرون آوردن نفرین یا سایر جادوگران استفاده می‌کند. وی خواهر ماکی زنین در هنرستان توکیو است.
- کاسومی میوا (三輪 霞)

صداپیشه: چیناتسو آکاساکی
جادوگر سال دوم هنرستان جوجوتسوی کیوتو و منشی گاکوگانجی. او همچنین طرفدار گوجو است.
- یوشینوبو گاکوگانجی (楽巌寺 嘉伸)

صداپیشه: موگیهیتو (نام اصلی: ماکوتو تِرادا)
مدیر هنرستان فنی جوجوتسوی کیوتو، یکی از بزرگان جوجوتسو و از موافقان اعدام ایتادوری. وی با ارسال ملودی ای که می‌نوازد، از یک ساز ژاپنی شبیه گیتار برای ارسال انرژی تفرین شده استفاده می‌کند.

### نفرین‌ها
- ریومِن سوکونا (両面 宿儺, شبح دورو)

صداپیشه: جونیچی سووابه
یک نفرین درجه بالا، به دلیل قدرت و شرارت بالای خود، «پادشاه نفرین‌ها» تلقی می‌شود. طبق افسانه‌ها، سوکونا یک دیو چهار دست بود و شبیه یک انسان بود، که در دوران نخست جادوگری ظاهر شد و بیشتر جادوگران زمان خودش را کشت. جادوگران زمان او نتوانستند او را جن‌گیری کنند و ۲۰ انگشت او را به عنوان افسون‌های نفرین شده ذخیره کردند، به این امید که روزی این طلسم‌ها از بین برود. در حال حاضر، او «میهمان» بدن یوجی ایتادوری است. او ابراز علاقه به توانایی‌های مگومی فوشیگورو کرده و قصد دارد قدرت و بدن خود را بازیابد. ساتورو گوجو ادعا می‌کند که می‌تواند او را بهتر کند، اما سوکونا ابراز تمایل کرده است که او را بکشد، و قدرت او به حدی است که سایر ارواح نفرین در تلاشند او را بازیابی کنند.
- ماهیتو (真人)

صداپیشه: نوبوناگا شیمازاکی
ماهیتو نفرین قدرتمندی است که از طریق تغییر روح کار خود را انجام می‌دهد وی قادر است در اندک زمانی روح فرد را تغییر شکل دهد و از یک انسان به یک نفرین تبدیل کند. به همین دلیل یوجی از او متنفر است
- هانامی (花御)

هانامی یک روح نفرین است که از احساسات منفی انسانها دربارهٔ طبیعت به وجود آمده است در قسمتی از داستان ابراز می‌کند که زمین بخاطر انسان‌ها در عذاب است به همین خاطر انسان‌ها باید از بین بروند در ادامه می‌گوید زمین می‌داند بعضی از انسان‌ها دوست زمین هستند اما آیا این تعداد کم برای بهبود آن کافی است.
صداپیشه: آتسوکو تاناکا
- جوگو (漏瑚)

صداپیشه: شیگِرو چیبا
جوگو نفرینی آتشین است که در اندک زمانی انسان‌ها را به زغال و خاکستر تبدیل می‌کند.

### کاربران نفرین
- سوگورو گِتو (夏油 傑)

صداپیشه: تاکاهیرو ساکورایی
گتو از اول کاربر نفرین نبود اما بعدها به یک کاربر نفرین تبدیل شد. او صمیمی‌ترین دوست گوجو ساتورو بود. ولی به دلایلی گوجو ساتورو او را می‌کشد.

### دیگر شخصیت‌ها
- جونپِی یوشینو(吉野 順平)

صداپیشه: یوشیتاکا یامایا

## قسمت‌های مانگا
| شماره | عنوان | تاریخ انتشار   | شابک                   |
| ----- | --- | -------------- | ---------------------- |
| ۰     | Tokyo Metropolitan Curse Technical School Tōkyō Toritsu Jujutsu Kōtō Senmon Gakkō (東京都立呪術高等専門学校) | ۴ دسامبر ۲۰۱۸  | شابک ‎۹۷۸−۴−۰۸−۸۸۱۶۷۲−۲ |
| ۱     | Ryomen Sukuna Ryōmen Sukuna (両面宿儺)                                                                       | ۴ ژوئیه ۲۰۱۸   | شابک ‎۹۷۸−۴−۰۸−۸۸۱۵۱۶−۹ |
| ۲     | Fearsome Womb Jutaitaiten (呪胎戴天)                                                                         | ۴ سپتامبر ۲۰۱۸ | شابک ‎۹۷۸−۴−۰۸−۸۸۱۶۰۸−۱ |
| ۳     | Young Fish and Reverse Punishment Yōgyo to Sakabachi (幼魚と逆罰)                                            | ۴ دسامبر ۲۰۱۸  | شابک ‎۹۷۸−۴−۰۸−۸۸۱۶۶۶−۱ |
| ۴     | I'm Gonna Kill You! Koro Shite Yaru (殺してやる)                                                             | ۴ مارس ۲۰۱۹    | شابک ‎۹۷۸−۴−۰۸−۸۸۱۷۵۶−۹ |
| ۵     | Kyoto Sister School Goodwill Event Kyōto Shimai-kō Kōryū-kai (京都姉妹校交流会)                              | ۲ می ۲۰۱۹      | شابک ‎۹۷۸−۴−۰۸−۸۸۱۸۲۸−۳ |
| ۶     | Black Flash Kokusen (黒閃)                                                                                   | ۴ ژوئیه ۲۰۱۹   | شابک ‎۹۷۸−۴−۰۸−۸۸۱۸۷۶−۴ |
| ۷     | The Origin of Obedience Kishu Raidō (起首雷同)                                                               | ۴ اکتبر ۲۰۱۹   | شابک ‎۹۷۸−۴−۰۸−۸۸۲۰۷۶−۷ |
| ۸     | Hidden Inventory Kaigyoku (壊玉)                                                                             | ۴ ژانویه ۲۰۲۰  | شابک ‎۹۷۸−۴−۰۸−۸۸۲۱۶۸−۹ |
| ۹     | Premature Death Gyokusetsu (玉折)                                                                            | ۴ ژانویه ۲۰۱۹  | شابک ‎۹۷۸−۴−۰۸−۸۸۲۲۱۸−۱ |
| ۱۰    | Evening Festival Yoimatsuri (宵祭り)                                                                         | ۴ مارس ۲۰۲۰    | شابک ‎۹۷۸−۴−۰۸−۸۸۲۲۷۴−۷ |
| ۱۱    | The Shibuya Incident: Opening Shibuya Jihen -Kaimon- (渋谷事変 -開門-)                                       | ۴ ژوئن ۲۰۲۰    | شابک ‎۹۷۸−۴−۰۸−۸۸۲۲۹۶−۹ |
| ۱۲    | The Shibuya Incident: Cloudfall Shibuya Jihen -Kōrei- (渋谷事変 -降霊-)                                      | ۴ اوت ۲۰۲۰     | شابک ‎۹۷۸−۴−۰۸−۸۸۲۳۸۱−۲ |
| ۱۳    | The Shibuya Incident: Thunderclap Shibuya Jihen -Hekireki- (渋谷事変 -霹靂-)                                 | ۲ اکتبر ۲۰۲۰   | شابک ‎۹۷۸−۴−۰۸−۸۸۲۴۲۹−۱ |
| ۱۴    | - The Shibuya Incident: Judgement of Right and Wrong Shibuya Jihen -Rihi- (=渋谷事変 -理非-)                 | ۴ ژانویه ۲۰۲۱  | شابک ‎۹۷۸−۴−۰۸−۸۸۲۵۳۴−۲ |

## بازخورد
این مجموعه از دسامبر ۲۰۱۸، ۶۰۰۰٬۰۰۰ نسخه در تیراژ بود، ۷۷۰٬۰۰۰ نسخه از اول فوریه ۲۰۱۹ در تیراژ، ۱٫۱ میلیون نسخه از فوریه ۲۰۱۹ در تیراژ، ۲ میلیون نسخه از ژوئن در تیراژ ۲۰۱۹ ،۲٫۵ میلیون نسخه از نوامبر ۲۰۱۹ در تیراژ، ۴٫۵میلیون نسخه از ماه می ۲۰۲۰، ۶٫۸ میلیون نسخه از سپتامبر ۲۰۲۰ در تیراژ، و بیش از ۱۰ میلیون نسخه در تیراژ (شامل نسخه‌های دیجیتالی) از اکتبر ۲۰۲۰، در یک سال %۴۰۰ و در نیم سال حدود %۲۳۰ رشد کرده است. جوجوتسو کایسن با فروش ۶۷۰٬۲۷۳٬۶ نسخه، پنجمین سریال پرفروش مانگا در سال ۲۰۲۰ بود. این مجموعه توسط وب سایت هونیا کلاب در طنزهای پیشنهادی کارمندان کتابفروشی سال ۲۰۱۸ در رتبه ۱ قرار گرفت. این مانگا سومین جوایز سالانه طنز تسوتایا در سال ۲۰۱۹ را به دست آورد. در سال ۲۰۱۹، مانگا نامزد دریافت شصت و پنجمین جایزه مانگای شوگاکوکان در دسته شونن شد.
لروی دورسو از کمیک بوک بین به جلد اول امتیاز ۸٫۵/۱۰ داد. دورسو این مجموعه را بخاطر شخصیت‌ها، طرح‌ها، تنظیمات و موجودات داخل آن ستایش کرد و آن را به عنوان «یک کتاب مصور جنگ مانگا و ترسناک» توصیف کرد. شاون هاکاگا از فاندوم پست، در بررسی جلد اول، این مجموعه را با اوایل بلیچ مقایسه کرد و آن را به خاطر جهان، داستان، شخصیت‌ها و آثار هنری آن ستایش کرد و نتیجه گرفت که این «جلد اول بی نقص» است. هانا کالینز از منابع کمیک بوک بین یوجی و سوکونا و شخصیت‌های کمیک مارول ادی براک و ونوم شباهت‌هایی پیدا کرد. وی همچنین شباهت‌هایی با بلیچ، بلو اکسورزیست و توکیو غول اشاره کرد. کالینز از مانگا تمجید کرد و با توجه به اقتباس انیمیشنی که اخیراً اعلام شد، نتیجه گرفت که جوجوتسو کایسن «یک مجموعه اکشن تاریک و لذت بخش است که مطمئناً یکی از آن‌هاست که در سال ۲۰۲۰ نباید از دست بدهید».

## یادداشت ها
1. ↑  English translated titles are taken from Crunchyroll.
2. ↑  MBS lists the air dates for the series on Friday at 25:25, which is effectively Saturday at 1:25 a.m. JST.[۶]
3. ↑  This episode had an advanced streaming debut on September 19, 2020.[۷]